# 西城街道 (界首市)
西城街道，是中华人民共和国安徽省阜阳市界首市下辖的一个乡镇级行政单位。

## 行政区划
西城街道下辖以下地区：
民族社区、中原社区、信义社区、立新社区、张庄社区、解放社区、新阳社区、汪庄社区、郭洼村、吕闫村和小郭寨村。